# Gmina Summit (hrabstwo Clay)

Położenie Gminy Summit w hrabstwie Clay

Gmina Summit (ang. Summit Township) – gmina w USA, w stanie Iowa, w hrabstwie Clay. Według danych z 2000 roku gmina miała 452 mieszkańców, a jej powierzchnia wynosi 91,43 km².